# Belle-Étoile
Pour l’article homonyme, voir Belle étoile.
La Belle-Étoile est la réplique à l'identique du dernier dundee langoustier portant le même nom.
Reconstruit sur les mêmes plans en 1992, ce dundee à coque bois, appartient à l'association « La Belle Étoile » de Camaret-sur-Mer qui l'avait laissé en gestion jusqu'en 2015, durant la saison estivale, chez Étoile Marine Croisières, le plus grand armement de navires traditionnels de Bretagne, à Saint Malo. Cette société ayant déposé le bilan, la gestion en revient maintenant au Club Léo Lagrange de Camaret.
Son immatriculation correspond à l'immatriculation d'origine : CM 2703, quartier maritime de Camaret.
La Belle-Étoile a obtenu le label BIP (Bateau d'intérêt patrimonial) de la Fondation du patrimoine maritime et fluvial en 2009.

## Histoire
Le dundee original a été construit en 1938 au chantier naval Gourmelon de Camaret-sur-Mer pour le patron Auguste Kergroac'h. Il allait mouiller ses casiers sur les côtes anglaises, puis au Portugal et au Maroc.
Il est désarmé en 1962. Il était le dernier dundee langoustier  à avoir été construit et était aussi le dernier en activité de pêche. Il agonise depuis lors comme épave sur le sillon du Styvel à Camaret-sur-Mer. Sa condition de monument classé l'a préservé de la destruction.
Déclassée en 2002 du fait de son important état de dégradation, il n'existe plus aucun vestige du bateau original dans le port de Camaret. La Belle-Étoile a été reconstruite à l'identique dans le chantier naval d'Albert Péron en 1992. Comme le lougre Corentin, il a été réalisé pour le concours « Bateaux du patrimoine des côtes de France » organisé par le magazine Chasse-Marée pour le rassemblement de gréements traditionnels de Brest 1992.
Présent à toutes les fêtes maritimes, aux côtés d'autres bateaux répliques de gréements traditionnels, la Belle-Étoile représente le port de Camaret et la presqu'île de Crozon[réf. nécessaire].
Munie de plusieurs cabines passagers, la Belle-Étoile offre la possibilité de croisières traditionnelles vers les îles de la mer d'Iroise (Ouessant, Molène, etc.) et pour la pêche au thon dans le golfe de Gascogne[réf. nécessaire].
La Belle-Étoile a participé à des éditions des fêtes maritimes de Brest : Brest 2004, Brest 2008, Les Tonnerres de Brest 2012 et Temps Fête Douarnenez 2018.